# Château d'Allègre (Gard)
Pour les articles homonymes, voir Château d'Allègre.
Le château d'Allègre est un ancien château fort, aujourd'hui ruiné, dont les vestiges se dressent sur la commune française d'Allègre-les-Fumades dans le département du Gard, en région Occitanie.

## Historique
La première mention du castrum de Alegrio date de 1163 lorsque Bernard de Ferreyroles rendit hommage à Bernard Pelet, baron d'Alès.
En 1211, un parchemin de Philippe Auguste indique que le castrum de Allegrio diocesis Uticensis appartient à plusieurs familles seigneuriales se partagent le domaine d’Allègre sous la suzeraineté de l'évêque d'Uzès.
En 1313, Guillaume de Randon, seigneur dominant du castrum, reçoit l'hommage des huit coseigneurs : Jaussin de Naves, Pierre Jourdan, Pierre Guilhem Bérard, Raymond de Guilhefred, Guerin et Raymond d'Allègre, Raymond de Cadoine et Bernard del Puech.
En 1314 la part principale de la seigneurie passe de Guillaume de Randon à la famille de Budos, qui la conservera jusqu'à son extinction à la fin du XVIIe siècle. Le patrimoine familial passa alors au prince de Conti, descendant d'Henriette de Budos, duchesse de Montmorency. En 1780 ce qu'il restait du domaine d'Allègre fut vendu à Jacques-Marcellin-Denis de Bérard, vicomte de Montalet.

## Description
Situé à 275 mètres d'altitude et visible à 15 kilomètres, le château d'Allègre est un castrum qui s'étend sur un hectare et demi. Il domine la moyenne vallée de la Cèze et offre un large panorama sur les Cévennes et le Mont Bouquet.
Deux chemins permettent d'accéder au château : 
- le chemin Ouest à partir de la Bégude passe par le Mas d'Allègre. Il traverse les ruines du village d'Allègre et débouche près de la maison Loubier ;
- le chemin de l'est, ancien chemin Royal d'Uzès à Saint-Ambroix, rejoint le parking en contrebas du château sur la route en direction de Lussan.

Les deux chemins se rencontrent près des vestiges de l'enceinte basse et de la maison Loubier. La maison Loubier est une ancienne tour du XIe siècle qui a connu de multiples remaniements. Elle a été occupée jusqu'en 1906 par un paysan du nom de Loubier.
Le porche d'entrée serait daté des XIVe – XVe siècles. Il est accolé à l'ouest à la chapelle romane datée du XIe siècle est surmontée par une courtine des XIVe – XVe siècles.
L'enceinte ouest du castrum est traversée par trois ouvertures qui donnent sur la maison Laurent Vincent, première maison du village d'Allègre en contrebas du château, Ce village comporte plusieurs maisons. Celle dite  Laurent Vincent  est datée pour une partie du XIIe siècle et une autre du XVIIe – XVIIIe siècle.
La Tour Sud en partie ruinée, est bâtie en surplomb de la falaise.
En bordure de la falaise Sud, l'Ensemble Palatial est l’édifice majeur de la forteresse et comprend une quinzaine de pièces (pièces de vie, salles de garde, locaux de services, espaces de production et de stockage…). Les différentes étapes de construction et d'aménagement sur deux siècles sont visibles. Une partie des installations est enfouie.
On trouve des vestiges d'une maison Sud-Est. A l'extrémité Est du château, la Maison Noble Est apparaît, encore dressée mais parcourue de fissures dans les murs de la partie nord.
Les vestiges du Bâtiment Nord, datant du XIIe siècle et constitué d'une tour carrée et d'une salle adjacente, ont été mis au jour en 2004.
La Tour Nord-Est est encore dressée et présente un appareillage remarquable. De section rectangulaire, elle est accolée à une construction plus étroite et de plan irrégulier.
Entre la Tour Nord-Est et la Maison Loubier, une courtine aveugle des XIVe – XVe siècles comporte un ensemble de bâtiments remaniés jusqu'au début du XXe siècle.
Le plan d'ensemble du site établi par Sophie Aspord-Mercier permet de s'orienter dans le castrum.
Au bord de la Maison Laurent Vincent, des tables d'orientation permettant d'identifier les éléments significatifs du paysage. Le château d'Allègre occupe une position élevée et permet de voir de nombreux massifs dans le paysage comme le Pic Saint-Loup, le Mont Mézenc et des oppidums.

### Protection
Les ruines du château sont inscrites au titre des monuments historiques par arrêté du 25 juillet 1997.